# Ingénieur sites et sols pollués
Un ingénieur sites et sols pollués est l'ingénieur chargé de l'étude du sol, de l’eau et de l’air afin d’évaluer les risques sanitaires et environnementaux. Il doit établir un schéma conceptuel, qui synthétise la situation sur le site, en prenant en compte les sources de pollution, les vecteurs de pollutions (sa mobilité et les chemins qu’elle peut emprunter) et les cibles (l’environnement et les humains). Son travail repose sur l'exploitation des données historiques (recensement des activités ayant eu lieu sur le site ou à proximité) et des données de terrain acquises à partir de sondages, forages, échantillonnage et analyses des sols, de l’eau et de l’air. Il s'agit d'un métier peu connu qui complète celui des géotechniciens et des architectes.
Les ouvrages qui présentent des risques pour ses occupants ne sont pas rares, non pas parce qu'ils ont été mal conçus ou mal construits, mais parce que les matériaux se sont révélés dangereux (plomb, amiante, etc.) ou que le sol a pu être pollué souvent par une activité passée et que le changement d’usage a mal été appréhendé.

L’assistance à maîtrise d’ouvrage consiste donc à accompagner le maître d'ouvrage et de le conseiller. Cela pourra comme en géotechnie influencer la conception de l'ouvrage.

L’autre part de sa mission est la maîtrise d’œuvre de dépollution : réalisation d’études historique et documentaire, de diagnostics de sol, d’évaluation des risques sanitaires (EQRS), interprétation de l’état des milieux (IEM), mise en place de plan de gestion, analyse de risques résiduels (ARR)…